# Matsucoccus pinnatus
Matsucoccus pinnatus är en insektsart som först beskrevs av Ernst Friedrich Germar 1856.
Matsucoccus pinnatus ingår i släktet Matsucoccus och familjen pärlsköldlöss. Inga underarter finns listade i Catalogue of Life.